# Lynne Cox
Lynne Cox (Boston, 2 gennaio 1957) è una nuotatrice e scrittrice statunitense.

## Biografia
È conosciuta per aver attraversato a nuoto nel 1987 il tratto di mare tra le isole Diomede, dagli Stati Uniti all'Unione Sovietica, con lo scopo di allentare le tensioni della guerra fredda.
Tra gli altri suoi primati, ha battuto per due volte il record di velocità nell’attraversare La Manica (9 ore e 57 minuti nel 1972, 9 ore e 36 minuti nel 1973), è stata la prima persona ad aggirare a nuoto il Capo di Buona Speranza e nel 1975 è stata la prima donna ad attraversare lo Stretto di Cook.
Le è stato intitolato l'asteroide 37588 Lynnecox.

### Traversata tra le isole Diomede
Il 7 agosto 1987, all'età di trent'anni, effettuò a nuoto la traversata del braccio di mare tra le isole Diomede partendo dalla sponda americana per approdare su quella sovietica. La traversata a nuoto durò due ore e sei minuti e avvenne in condizioni al limite del proibitivo poiché, pur essendo piena estate, la temperatura dell'acqua era intorno ai 5 ºC..
L'intento dell'iniziativa fu quello di favorire la distensione tra i due Paesi.; in seguito Michail Gorbačëv ricevette personalmente Lynne Cox al Cremlino e, successivamente, la menzionò tra gli ispiratori dello storico Trattato sulle forze nucleari a medio raggio, firmato assieme a Ronald Reagan a Washington l'8 dicembre dello stesso anno.
(Michail Gorbačëv)
Mentre l'impresa di Lynne Cox ebbe molto rilievo nell'Unione Sovietica, Ronald Reagan pare non fosse informato del fatto, tanto che affermò di non sapere a chi si fosse riferito Gorbačëv quando la menzionò al momento della firma del trattato.

## Opere
- Swimming to Antarctica, Alfred A. Knopf, 2004 ISBN 0-15-603130-2
- Grayson, Alfred A. Knopf, 2006 ISBN 0-307-26454-8
- South with the Sun, Alfred A. Knopf, 2011 ISBN 978-0-307-59340-5
- Open Water Swimming Manual: An Expert's Survival Guide For Triathletes And Open Water Swimmers, Knopf Doubleday Publishing Group, 2013 ISBN 978-0-345-80609-3
- Elizabeth, Queen of the Seas", Schwartz & Wade, 2014 ISBN 9780375858888
- Swimming in the Sink: An Episode of the Heart, Alfred A. Knopf, September 2016, ISBN 978-1101947623

## Riconoscimenti
- 2014 California Book Awards Juvenile Finalist for "Elizabeth, Queen of the Seas" [14]
- 2015 Irma Black Award Honor[15]
- L'asteroide 37588 Lynnecox fu chiamato così in suo onore.[16]